# Sammie Szmodics
Sammie Joseph Szmodics (Colchester, 24 september 1995) is een Iers-Hongaars voetballer die doorgaans als aanvallende middenvelder speelt. Hij verruilde Blackburn Rovers in de zomer van 2024 voor Ipswich Town. Hij debuteerde in 2024 als international van het Iers voetbalelftal.

## Clubcarrière

### Colchester United
Szmodics kwam op 7-jarige leeftijd terecht in de jeugdopleiding van Colchester United, waar hij in 2013 doorbrak in het eerste elftal. Op 28 september 2013 maakte hij in de League One-wedstrijd tegen Bristol City zijn debuut in het profvoetbal en voor Colchester. Hij speelde zeven wedstrijden in zijn eerste seizoen, maar brak het seizoen erna echt door. Op 26 december 2014 scoorde hij tegen Gillingham zijn eerste competitiegoal voor Colchester, nadat hij eerder op 9 november al had gescoord in de FA Cup tegen Gosport Borough. 
In oktober 2015 werd besloten om Szmodics voor een loonperiode voor één maand te verhuren aan Braintree Town, waar hij drie wedstrijden speelde en twee keer scoorde, maar werd daarna weer teruggehaald. Hij miste vervolgens een groot deel van de rest van het seizoen door een voetblessure.
In het seizoen 2017/18 scoorde Szmodics dertien keer in alle competities, zijn beste aantal tot dan toe. Dat aantal overtrof hij een jaar later, toen hij vijftien keer scoorde en bovendien negen assists gaf in 48 wedstrijden. Het bracht zijn aantal bij Colchester op 162 wedstrijden, 38 goals en zestien assists.

### Bristol City
Op 28 juni 2019 vertrok Szmodics na zestien jaar bij Colchester, om voor drie jaar te tekenen bij Championship-club Bristol City. Daar maakte hij op 13 augustus in de EFL Cup tegen Queens Park Rangers zijn debuut. Toch zou hij slechts vier wedstrijden in vijf maanden bij Bristol, waardoor hij in de winter voor de rest van het seizoen mocht worden verhuurd.

### Peterborough
Hij werd verhuurd aan Peterborough United, dat uitkwam in de League One. Op 18 januari 2020 maakte hij tegen AFC Wimbledon zijn debuut voor Peterborough. Hij scoorde uiteindelijk vier goals in tien wedstrijden. Vervolgens kwam Szmodics op 8 september definitief over van Bristol. Hij tekende voor vier jaar met een transfersom van naar verluidt zo'n 1 miljoen euro. In zijn eerste volledige seizoen bij Peterborough scoorde hij vijftien keer in de League One, waarmee hij belangrijk was in de promotie terug naar de Championship, waar hij dat seizoen zeven keer scoorde in alle competities. 

### Blackburn Rovers
Szmodics tekende op 1 augustus 2022 voor drie seizoenen bij Blackburn Rovers. Vijf dagen later scoorde hij bij zijn debuut voor de club tegen Swansea City, dat met 3-0 verslagen werd. Dat was een van de zeven treffers die hij dat seizoen zou scoren. 
Szmodics werd na een goeie start van het seizoen 2023/24 verkozen tot Speler van de Maand November, met zes goals in vier wedstrijden die maand. Hij hield zijn vorm vast en dat leverde hem een plek op in het Championship Team of the Season. Op de laatste speeldag, op 4 mei 2024, scoorde hij tweemaal in een 2-0 uitoverwinning op kampioen Leicester City. Hij werd topscorer van de Championship met 27 doelpunten in 44 wedstrijden. Door de overwinning handhaafde Blackburn zich bovendien.

### Ipswich Town
Op 16 augustus 2024 tekende Szmodics voor vier seizoenen bij het naar de Premier League gepromoveerde Ipswich Town. Een dag later maakte hij als invaller zijn debuut tegen Liverpool. Op 24 augustus scoorde hij tegen Manchester City zijn eerste doelpunt voor Ipswich Town en in de Premier League.

## Clubstatistieken
| Seizoen | Club              | Competitie      | Competitie | Competitie | Beker | Beker | Overig | Overig | Totaal | Totaal |
| Seizoen | Club              | Competitie      | Wed.       | Dlp.       | Wed.  | Dlp.  | Dlp.   | Dlp.   | Wed.   | Dlp.   |
| ------- | ----------------- | --------------- | ---------- | ---------- | ----- | ----- | ------ | ------ | ------ | ------ |
| 2013/14 | Colchester United | League One      | 7          | 0          | 1     | 0     | –      | –      | 8      | 0      |
| 2014/15 | Colchester United | League One      | 31         | 4          | 4     | 1     | –      | –      | 35     | 5      |
| 2015/16 | Colchester United | League One      | 5          | 0          | 3     | 0     | –      | –      | 8      | 0      |
| 2015/16 | → Braintree Town  | National League | 3          | 2          | 0     | 0     | –      | –      | 3      | 2      |
| 2016/17 | Colchester United | League Two      | 19         | 5          | 4     | 0     | –      | –      | 23     | 5      |
| 2017/18 | Colchester United | League Two      | 37         | 12         | 3     | 1     | –      | –      | 40     | 13     |
| 2018/19 | Colchester United | League Two      | 43         | 14         | 5     | 1     | –      | –      | 48     | 15     |
| 2019/20 | Bristol City      | Championship    | 3          | 0          | 1     | 0     | –      | –      | 4      | 0      |
| 2019/20 | → Peterborough    | League One      | 10         | 4          | 0     | 0     | –      | –      | 10     | 4      |
| 2020/21 | Peterborough      | League One      | 42         | 15         | 4     | 1     | –      | –      | 46     | 16     |
| 2021/22 | Peterborough      | Championship    | 36         | 6          | 3     | 1     | –      | –      | 39     | 7      |
| 2022/23 | Peterborough      | League One      | 1          | 0          | 0     | 0     | –      | –      | 1      | 0      |
| 2022/23 | Blackburn Rovers  | Championship    | 34         | 5          | 7     | 2     | –      | –      | 41     | 7      |
| 2023/24 | Blackburn Rovers  | Championship    | 44         | 27         | 4     | 6     | –      | –      | 48     | 33     |
| 2023/24 | Blackburn Rovers  | Championship    | 1          | 1          | 1     | 2     | –      | –      | 2      | 3      |
| 2024/25 | Ipswich Town      | Premier League  | 18         | 4          | 0     | 0     | –      | –      | 18     | 4      |
| Totaal  | Totaal            | Totaal          | 334        | 99         | 40    | 15    | 0      | 0      | 374    | 114    |

## Interlandcarrière
Vanwege een Ierse oma, een Hongaarse opa en zijn Engelse geboorteplaats kon Szmodics voor drie landen uitkomen. Op 28 mei 2021 werd hij voor het eerst opgeroepen voor het Ierse voetbalelftal, maar hij moest afzeggen wegens een schouderblessures. In oktober 2023 werd hij opnieuw opgeroepen, maar hij zegde af om persoonlijke redenen. Op 23 maart maakte Szmodics zijn debuut voor Ierland tegen België.